# ضمة الكوليرا
ضمة الكوليرا (باللاتينية: Vibrio cholerae) من البكتيريا الضمية أو الواوية وهي نوع من البكتيريا سلبية الغرام، متحركة، لديها سوط قطبي، شكلها عصية معقوفة، وتسبب الكوليرا عند البشر. يوجد ذريتان أساسيتان من ضمة الكوليرا، هما الذرية الكلاسيكية وضمة الطور إضافة إلى زمر مصلية عديدة.
اكتشف العالم الإيطالي فيليبو باتشيني العلاقة بين ضمة الكوليرا ومرض الكوليرا عام 1854م.
تهاجم ضمة الكوليرا خلايا الأمعاء عبر إنتاج ذيفان فتسبب فقدان الجسم لكميات كبيرة من الأملاح والمياه وبالتالي تسبب إسهال حاد قد يؤدي إلى الوفاة.

## نقل الكوليرا
عادة يتم نقل الكوليرا عن طريق الأغذية الملوثة أو المياه. في العالم المتقدم، المأكولات البحرية هو السبب المعتاد، بينما في العالم النامي تكون المياه السبب في أكثر الأحيان. وقد تم العثور على الكوليرا في اثنين فقط من الحيوانات الأخرى: المحار والعوالق.

## الكشف المختبري
روبرت كوخ